# Hjalmar Himmelstrand
Hjalmar Victor Himmelstrand, född den 28 juli 1870 i Hudiksvall, död den 28 december 1939 i Överjärna församling, Stockholms län, var en svensk jurist. Han var son till Victor Himmelstrand.
Himmelstrand avlade filosofie kandidatexamen vid Uppsala universitet 1889, filosofie licentiatexamen 1896 och hovrättsexamen 1897 Han promoverades till filosofie doktor 1898. Himmelstrand blev fiskal i Svea hovrätt 1907, assessor där 1909, hovrättsråd 1910 och revisionssekreterare 1911. Han var häradshövding i Västra Hälsinglands domsaga 1915–1921, chef för lagavdelningen i Justitiedepartementet 1917–1919, och åter hovrättsråd i Svea hovrätt 1921–1936, divisionsordförande 1927–1936. Himmelstrand blev riddare av Nordstjärneorden 1913 och kommendör av andra klassen av samma orden 1919. Han gravsattes i Gustaf Vasa kyrkas kolumbarium.